# Диплодоци
Диплодоците (Diplodocus) са род големи растителноядни динозаври от семейство Диплодокови (Diplodocidae), чиито представители живеят на сушата. Те са били едни от истинските гиганти на края на юрския период и може би най-добре проучените измежду дълговратите завроподи.

## Класификация
Род Диплодоци
- Вид D. longus Marsh, 1878 (тип)
- Вид D. carnegii Hatcher, 1901
- Вид D. hayi Holland, 1924
- Вид D. hallorum (Gillette, 1991)
- Вид D. lacustris

## Физически характеристики
На дължина (заедно с шията и опашката) диплодоците са достигали до 70 m, но учените смятат, че размера на най-големите видове вероятно е достигал до 80 m.
Костите на шията и опашката на диплодока са били кухи. Средното тегло на един екземпляр е варирало от 20 до 80 тона.
Диплодокът е имал дълга шия, която се е състояла от 15 прешлена, вероятно изпълнени с въздушни мехурчета. Черепът му съдържал нечифтова носна кухина, разположена не на върха на муцуната, а на върха на главата, в предната част на очите. Зъбите му са били разположени изцяло в предната част на устата. Крайниците на диплодока са били с пет пръста, по които е имало къси и масивни нокти. Дългата опашка на диплодока завършвала с тънък „камшик“, който бил използван за самозащита.

## Разпространение, местообитание и хранене
Диплодокът е обитавал равнините и гористите райони на Северна Америка в края на периода юра. Свързването а костите показва, че е пасял ниска папратовидна растителност и вероятно е обхващал голям периметър благодарение на дългата си шия. Мощните бедрени мускули са му позволявали да се изправя на задните си крака и да достига короните на дърветата. Износването на зъбите му показва, че се хранел и в двете положения.
Известно е, че тези динозаври са гълтали камъни, за да стрият храната в стомасите си. В Берлин се намира един от най-големите музеи, в които могат да се видят вкаменелости (фосили) на диплодок.